# 溫徹斯特解放者霰彈槍
溫徹斯特解放者（Winchester Liberator）是在越南戰爭期間由美國政府提供給親美遊擊隊的武器，該武器為一種擁有四根槍管的散彈槍，類似於雙動式板機的大型德林加手槍。其設計特點為簡單耐用、成本低廉並容易生產，即使從未接觸過槍械的人也能輕易上手。該槍的原型由溫徹斯特及柯爾特負責生產，而後來柯爾特更衍生出8發容量的版本－柯爾特防衛者Mark I散彈槍，但只限於民間和執法部門使用。

## 另見
- 雙管霰彈槍